# 957년

## 연호
- 후주(後周) 현덕(顯德) 4년
- 요(遼) 응력(應曆) 7년
- 일본(日本) 덴랴쿠(天暦) 11년 / 덴토쿠(天徳) 원년
- 남한(南漢) 건화(乾和) 15년
- 후촉(後蜀) 광정(廣政) 20년
- 남당(南唐) 보대(保大) 15년
- 북한(北漢) 천회(天會) 원년

## 기년
- 후주(後周) 세종(世宗) 4년
- 요(遼) 목종(穆宗) 7년
- 고려(高麗) 광종(光宗) 8년